# Belgrano Athletic Club
Il Belgrano Athletic Club è una società polisportiva argentina di Belgrano, quartiere di Buenos Aires.
Fu istituito nel 1896 ed è uno dei club fondatori della federazione di Buenos Aires di rugby, che oggi è conosciuta come Unión de Rugby de Buenos Aires; è attivo anche in altre discipline come hockey su prato, tennis,  cricket, paddle, nuoto e palestra
Ha vinto 10 volte il campionato provinciale di Buenos Aires (il primo nel 1907) e può vantare tra i giocatori che hanno militato nelle sue file colui che al 2015 detiene il maggior numero di presenze con la Nazionale argentina, Lisandro Arbizu.

## Storia
Il 17 agosto 1896 un gruppo di abitanti - per la maggior parte di origine inglese - del quartiere di Belgrano si riunirono per valutare l'opportunità di creare un'associazione sportiva; lo spunto era la vendita di alcuni beni dismessi da parte di un club sportivo del personale delle ferrovie di Rosario: tali beni consistevano in una tribuna e in alcuni fabbricati in legno in località Virrey del Pino; due giorni più tardi fu formalizzata la nascita del Belgrano Athletic Club e fu approvata la decisione di acquistare gli immobili, che divennero la prima sede del club.

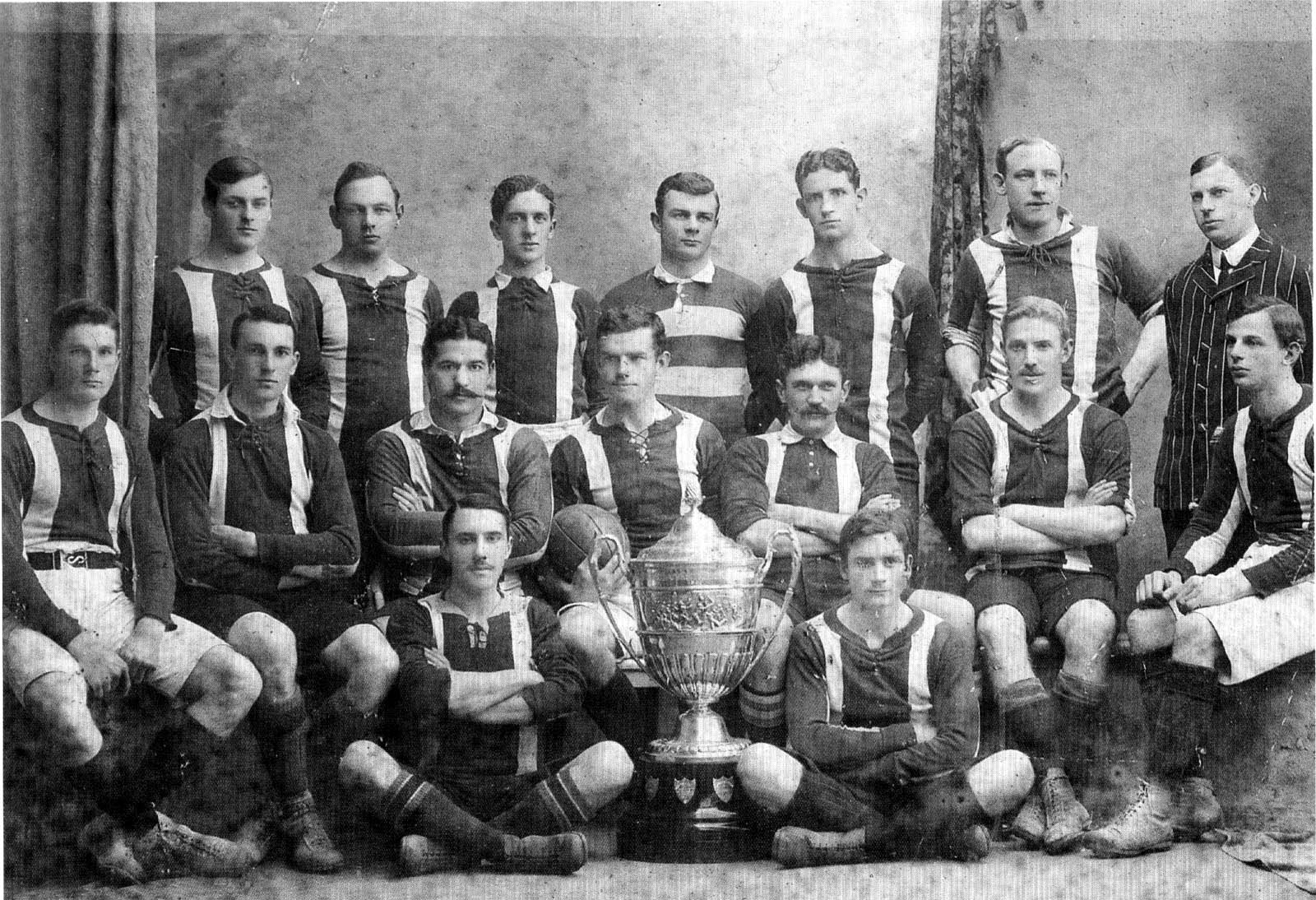
Squadra di rugby del campionato nel 1907.

In seguito giunsero altri traslochi, sempre in affitto: dopo l'ennesimo spostamento, e le difficoltà economiche per comprare la sede a Melián y Pampa nella quale il Belgrano era ospitato, si decise di acquistare un terreno al fine di installarvi in maniera permanente le attività sportive; per una fortunata coincidenza due soci del club, Roberts e Dickinson, decisero di rivendere al Belgrano il terreno che da questi avevano acquistato, chiedendo la stessa cifra che avevano pagato all'epoca per l'acquisto, condizione vantaggiosa visto che nel frattempo il valore dei terreni nella zona era aumentato considerevolmente.
Nel 1911 il club decise l'allargamento della struttura e costruì una piscina, e nel 1913 fu la volta dell'edificio principale, tuttora esistente.
Furono acquistati terreni limitrofi per ampliare la superficie del club e costruirvi campi da tennis.
Nel corso degli anni nacquero le sezioni di hockey su prato, rugby, squash, tennis, nuoto e cricket; la sezione rugbistica entrò a far parte della federazione della provincia di Buenos Aires, nel cui campionato iniziò a militare fin dai primi anni del XX secolo, e che vinse per la prima volta nel 1907.
Fino al 1968 il Belgrano vinse 10 titoli di Buenos Aires e provincia, quattro dei quali condivisi con un altro club (una volta ciascuno l'Olivos e il CUBA, e in due occasioni il CASI).
Benché il club non abbia fornito molti giocatori alla Nazionale argentina di rugby, cionondimeno dalle file del Belgrano proviene Lisandro Arbizu, il Puma con il maggior numero di presenze internazionali: tra il 1990 e il 2005, infatti, Arbizu collezionò 87 presenze, buona parte delle quali durante il periodo di militanza nel club prima di diventare professionista nel 1997 e trasferirsi in Europa; nell'hockey su prato, invece figura Magdalena Aicega, proveniente dal Belgrano e capitano della nazionale argentina di specialità.

## Palmarès

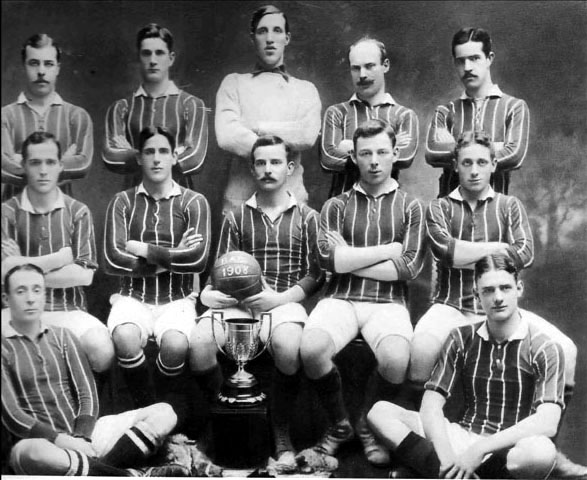
Squadra di calcio del campionato nel 1908.

### Calcio

#### Competizioni nazionali
- Campionato argentino: 3

1899, 1904, 1908
- Copa de Honor Municipalidad de Buenos Aires: 1

1907
- Tie Cup: 1

1900
- Copa de Honor Cousenier: 1

1907

#### Altri piazzamenti
- Campionato argentino:

Secondo posto: 1901, 1903, 1905
Terzo posto: 1897, 1898, 1900, 1910

### Cricket
- Primera División: 38

1902-1903, 1905-1906, 1906-1907, 1907-1908, 1908-1909, 1910-1911, 1911-1912, 1914-1915, 1918-1919, 1923-1924, 1925-1926, 1926-1927, 1928-1929, 1929-1930, 1931-1932, 1932-1933, 1953-1954, 1954-1955, 1955-1956, 1958-1959, 1961-1962, 1965-1966, 1967-1968, 1968-1969, 1969-1970, 1970-1971, 1973-1974, 1974-1975, 1980-1981, 1981-1982, 1983-1984, 1984-1985, 1988-1989, 1989-1990, 1991-1992, 1997-1998, 2001-2002, 2005-2006

### Hockey su prato
- Metropolitano de Primera División: 4

1942, 1946, 1949, 1974

### Rugby
- Torneo de la URBA: 10:

1907, 1910, 1914, 1921, 1936, 1940, 1963, 1966, 1967, 1968.